# Monty Southall
Montford George Southall, detto Monty (Wandsworth, 17 luglio 1907 – Waveney, 2 maggio 1993), è stato un pistard britannico.

## Palmarès
- Giochi olimpici

Amsterdam 1928: bronzo nell'inseguimento a squadre.